# Argiope doboensis
Argiope doboensis är en spindelart som beskrevs av Embrik Strand 1911. Argiope doboensis ingår i släktet Argiope och familjen hjulspindlar. Inga underarter finns listade i Catalogue of Life.